# Jack White (Musiker)

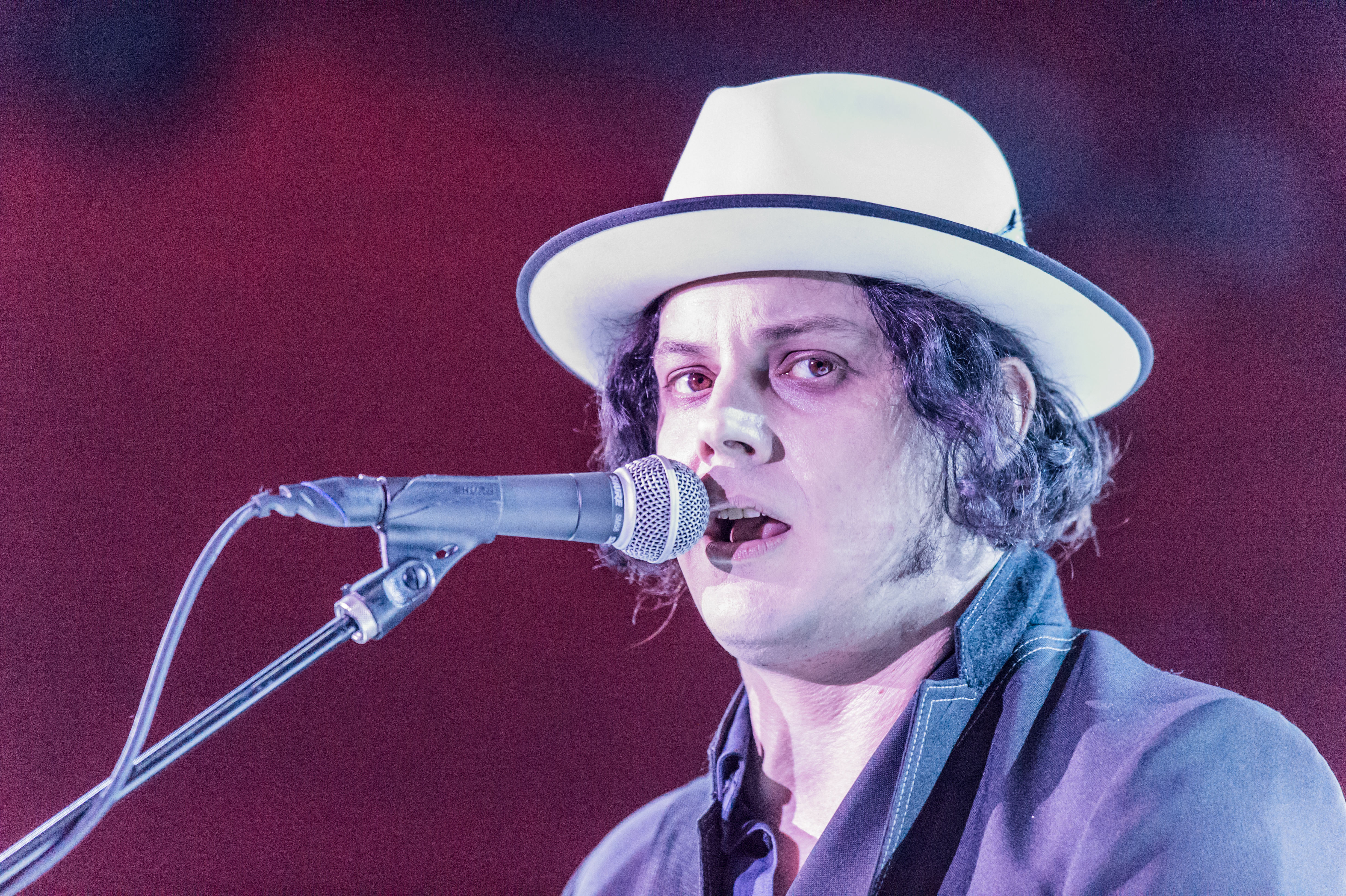
Jack White beim Roskilde-Festival (2012)

Jack White (* 9. Juli 1975 in Detroit, Michigan, als John Anthony Gillis) ist ein US-amerikanischer Sänger, Songwriter, Gitarrist, Schlagzeuger und Produzent. Neben seinem Soloprojekt ist er Mitglied der Bands The Raconteurs und The Dead Weather.
Von 1997 bis 2011 war er Kopf der Garage-Rock-Band The White Stripes. In der Liste 250 Greatest Guitarists of All Time des Musikmagazins Rolling Stone belegt er Platz 32.

## Musikalischer Werdegang
Jack White wuchs in einer katholischen Großfamilie mit neun Geschwistern auf. Mit 5 oder 11 Jahren begann er, Schlagzeug zu spielen, mit 15 Gitarre. Ab 1992 studierte er Musik an Detroits Cass Technical High School und machte nebenbei eine Ausbildung in einem Polstereibetrieb. Im Jahr 1996 eröffnete White seine eigene Polsterei, die Third Man Upholstery. Das Farbschema war, ähnlich wie bei seinem späteren Label Third Man Records, gelb und schwarz. Er schrieb Gedichte auf die Innenseite der Möbel. Seinen ersten professionellen Auftritt spielte White als Schlagzeuger in der Band Goober & the Peas.
Die erste Band, in der Jack White als Gitarrist spielte, war Two Part Resin. Nachdem Dominic Suchyta die Drei-Mann-Band verlassen hatte, blieben nur noch Jack und sein Kollege Brian Muldoon übrig. Die beiden spielten als Duo von Ende 1993 bis 1996 nur Gitarre und Schlagzeug. Als auch Brian das Interesse an der Band verlor, kam White auf die Idee, seine angebliche Schwester Meg ans Schlagzeug zu setzen. Obwohl sie keinerlei Erfahrung hatte, beschlossen die beiden, als The White Stripes weiterzumachen. White spielte nebenbei auch in den Bands 2 Star Tabernacle und The Go, gab dies zugunsten der White Stripes aber bald auf. Dennoch nahm White um 2000 gemeinsam mit Brian Muldoon unter dem Namen The Upholsterers („Die Polsterer“) das Album Makers of High Grade Suites auf. Doch auch diese Band hielt nicht lange.
Unter anderem war Jack White auch als Produzent für die Band Soledad Brothers und The Von Bondies tätig. 2005/06 gründete er mit drei Freunden (Brendan Benson, Jack Lawrence und Patrick Keeler) die Band The Raconteurs, in der er singt und Gitarre spielt. Am 30. Januar 2006 veröffentlichten sie die limitierte 7″-Vinyl-Single Steady, as She Goes mit zwei Liedern, am 12. Mai 2006 folgte ihr Debütalbum Broken Boy Soldiers.
Im Jahre 2006 trat er beim Konzert der Rolling Stones im New Yorker Beacon Theatre als Gast auf. Dieses Konzert kam am 4. April 2008 als Film Shine a Light in die deutschen Kinos. Im Jahre 2008 nahm White zusammen mit der US-amerikanischen Sängerin Alicia Keys den Titelsong zum 22. James-Bond-Film Ein Quantum Trost auf. Another Way to Die wurde am 19. September 2008 veröffentlicht.
Ebenfalls im Jahre 2008 erschien die Dokumentation/Rockumentary It Might Get Loud, die sich der Geschichte der E-Gitarre widmet und White „auf Augenhöhe mit den Weltgitarristen“ Jimmy Page von (Led Zeppelin) und The Edge von (U2) porträtiert. In deutschen Kinos war der Film ab dem 27. August 2009 zu sehen. Seit Anfang 2009 spielt White zudem in der Alternative-Rock-Band The Dead Weather. Anfang Februar 2011 entschieden sich The White Stripes, getrennte Wege zu gehen. White erklärte, dass es nicht aus gesundheitlichen Gründen oder wegen künstlerischer Differenzen zur Trennung gekommen sei, sondern es habe eine „Vielzahl von Gründen“ gegeben.
Seit Anfang 2012 ist Jack White als Solomusiker unterwegs. Am 27. Februar veröffentlichte er seine erste Single Love Interruption. Sein erstes Soloalbum Blunderbuss erschien am 23. April 2012. Ab Mai 2012 ging er auf eine weltweite Tournee, die ihn auch nach Deutschland führte. Am 6. Juni 2014 veröffentlichte er sein zweites Solo-Album mit dem Namen Lazaretto, und am 23. März 2018 sein drittes Solo-Album „Boarding House Reach“. Im Rahmen einer Welttournee kam er 2018 auch für drei Konzerte nach Deutschland (Berlin, München, Dortmund).

### Third Man Records
2001 gründete Jack White in Detroit das Musiklabel Third Man Records. Seit 2009 hat das Label in Nashville ein Aufnahmestudio, Büroräume, einen Plattenladen sowie einen Veranstaltungsort mit Aufnahmekabine und ein Fotostudio.
Anlässlich des 15-jährigen Bestehens seines Labels ließ White Juli 2016 eine Vinylschallplatte in der Stratosphäre abspielen. Eine spezielle Konstruktion aus Ballon, Plattenspieler und Fallschirm (Icarus Craft) stieg dazu in rund 29 Kilometer Höhe. Bei dem Musikstück handelte es sich um A Glorious Dawn, ein Sampling mit Carl Sagan und Stephen Hawking, das als Single 2009 im Rahmen des Musikprojektes Symphony of Science von John D. Boswell erschien.

## Musikstil
Jack White nennt als seine größten musikalischen Einflüsse Bluesmusiker wie Robert Johnson, Son House oder Blind Willie McTell. Sein eigener Stil ist von Blues und teilweise auch vom Folk beeinflusster Rock, weiterhin sind Punkelemente in manchen Liedern wiederzufinden.

## Equipment
White ist dafür bekannt, ein Faible für altes Equipment zu haben. So hat er während seiner aktiven Zeit bei den White Stripes an elektrischen Gitarren u. a. eine 1964 Montgomery Ward JB Hutto Airline, eine 1970 Crestwood Astral II, eine 1963 Airline Res-O-Glass und eine in Papier gehüllte 1950s Kay Archtop gespielt. Später kam u. a. eine 1957 Gretsch White Penguin dazu. Bei den Raconteurs sieht man ihn häufig teilweise stark modifizierte Gitarren der Marke Gretsch spielen (z. B. eine Gretsch Anniversary Jr “The Green Machine” oder “Triple Jet” Copper Guitar). Ebenfalls spielt White eine Telecaster der Marke Fender, die er im Laufe der Zeit stets individuell auf seine Bedürfnisse angepasst hat und die sowohl bei seinem Soloprojekt als auch bei den Raconteurs häufig zum Einsatz kommt. Bei den akustischen Gitarren greift er bevorzugt auf die Marken Gibson (1915 Gibson L-1) und Gretsch (Gretsch Rancher Falcon) zurück.
Als Gitarrenverstärker nutzt White überwiegend 1960s Sears Silvertone 1485 Six Ten und Verstärker der Marke Fender (u. a. 1960s Fender Twin Reverb “Blackface” und 1970s Fender Twin Reverb “Silverface”).
Für seinen Solosound verwendet White verschiedene Gitarreneffektpedale (u. a. Electro Harmonix Big Muff und MXR Microamp). Hauptsächlich kommt sein markantes Solospiel durch ein Effektpedal zustande, welches Tonhöhen ändert (pitch shifting), das Digitech Whammy. Ein weiterer Anwender dieses Effekts ist Tom Morello, Gitarrist der Bands Rage Against the Machine und Audioslave.
In der Ballade Will There Be Enough Water auf dem Debütalbum Horehound spielt er akustische Gitarre, eine Gibson L-1 aus dem Jahre 1915.

## Privatleben
Jack White war in erster Ehe mit Meg White (bürgerlich: Megan Martha White) verheiratet. Der Zeitung Detroit Free Press zufolge heirateten die beiden am 21. September 1996 in Oakland County, Michigan, die Vermählung wurde fünf Tage später notariell beglaubigt. John „Jack“ Gillis nahm den Nachnamen von Megan White an. Die Ehe wurde im März 2000 geschieden. Über den Ursprung ihrer Beziehung geben beide keine Auskunft.
Jack White war mit der Schauspielerin Renée Zellweger liiert, die er bei den Dreharbeiten zu ihrem gemeinsamen Film Unterwegs nach Cold Mountain kennengelernt hatte. Für Weihnachten 2004 hatte das Paar die Hochzeit geplant, trennte sich allerdings kurz vorher.
Am 1. Juni 2005 heiratete Jack White Karen Elson, das rothaarige Model, das auch im Musikvideo zu Blue Orchid aus dem Album Get Behind Me Satan zu sehen ist. Am selben Tag spielte er mit den White Stripes als erste Rockband ein Konzert im Teatro Amazonas in Manaus. Seit dem 2. Mai 2006 haben Jack White und Karen Elson eine Tochter und seit dem 7. August 2007 einen Sohn. Im Jahre 2010 produzierte Jack White für seine Frau deren erstes Album The Ghost Who Walks, eine Sammlung von Songs im Gothic-Folk-Stil. Am 10. Juni 2011 gaben die beiden ihre Trennung bekannt.

## Diskografie

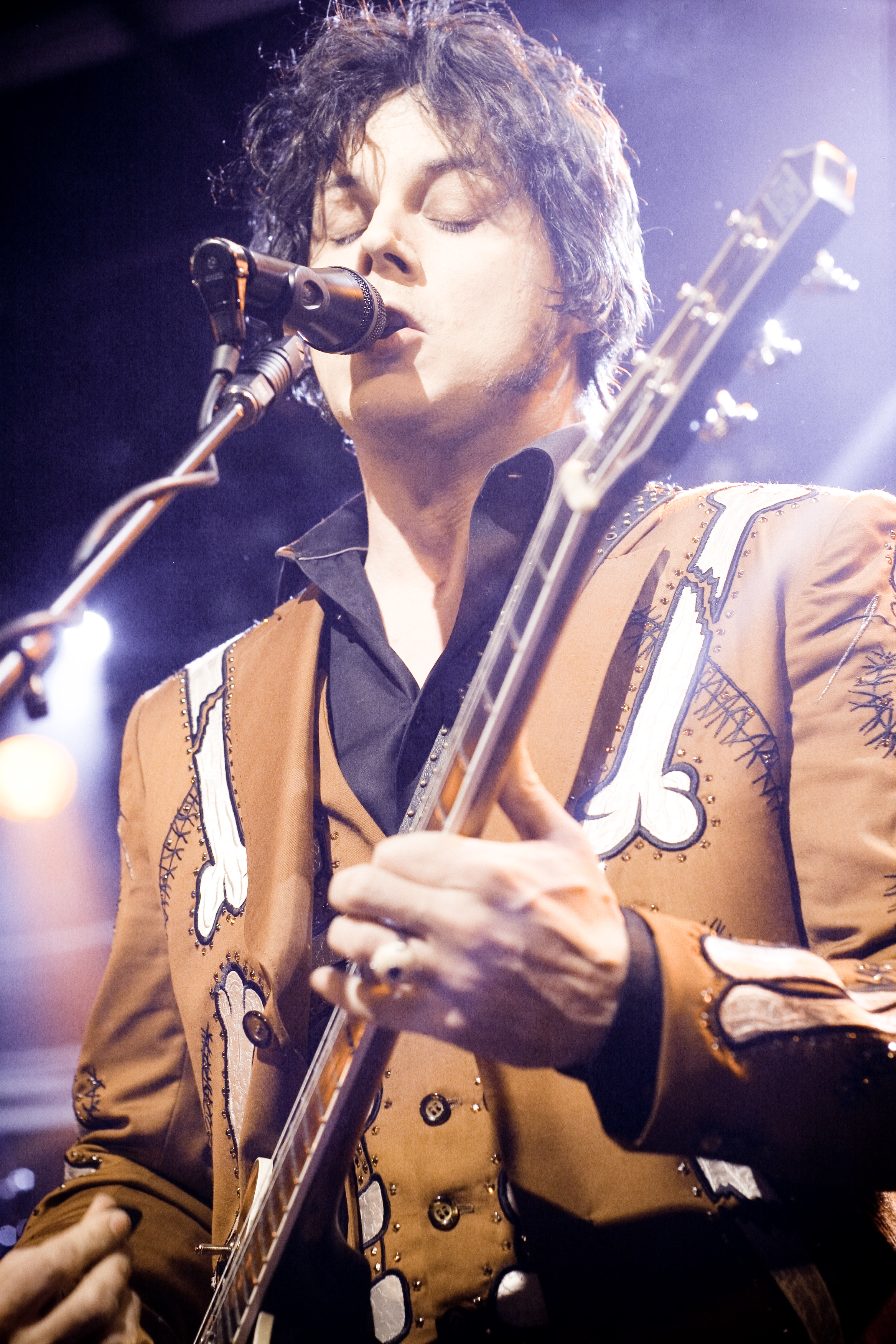
Auftritt mit The Raconteurs

### Studioalben
| Jahr | Titel Musiklabel                        | Höchstplatzierung, Gesamtwochen, AuszeichnungChartplatzierungen (Jahr, Titel, Musiklabel, Platzierungen, Wochen, Auszeichnungen, Anmerkungen) | Höchstplatzierung, Gesamtwochen, AuszeichnungChartplatzierungen (Jahr, Titel, Musiklabel, Platzierungen, Wochen, Auszeichnungen, Anmerkungen) | Höchstplatzierung, Gesamtwochen, AuszeichnungChartplatzierungen (Jahr, Titel, Musiklabel, Platzierungen, Wochen, Auszeichnungen, Anmerkungen) | Höchstplatzierung, Gesamtwochen, AuszeichnungChartplatzierungen (Jahr, Titel, Musiklabel, Platzierungen, Wochen, Auszeichnungen, Anmerkungen) | Höchstplatzierung, Gesamtwochen, AuszeichnungChartplatzierungen (Jahr, Titel, Musiklabel, Platzierungen, Wochen, Auszeichnungen, Anmerkungen) | Anmerkungen                                              |
| Jahr | Titel Musiklabel                        | DE | AT | CH | UK | US | Anmerkungen                                              |
| ---- | --------------------------------------- | --- | --- | --- | --- | --- | -------------------------------------------------------- |
| 2012 | Blunderbuss Third Man Records           | DE3 (9 Wo.)DE | AT3 (10 Wo.)AT | CH1 (20 Wo.)CH | UK1 Gold · (18 Wo.)UK | US1 Gold · (43 Wo.)US | Erstveröffentlichung: 20. April 2012 Verkäufe: + 990.000 |
| 2014 | Lazaretto Third Man Records             | DE5 (7 Wo.)DE | AT6 (10 Wo.)AT | CH2 (12 Wo.)CH | UK4 Silber · (12 Wo.)UK | US1 (21 Wo.)US | Erstveröffentlichung: 6. Juni 2014 Verkäufe: + 515.000   |
| 2018 | Boarding House Reach Third Man Records  | DE17 (3 Wo.)DE | AT8 (6 Wo.)AT | CH5 (7 Wo.)CH | UK5 (3 Wo.)UK | US1 (5 Wo.)US | Erstveröffentlichung: 23. März 2018                      |
| 2022 | Fear of the Dawn Third Man Records      | DE6 (3 Wo.)DE | AT4 (3 Wo.)AT | CH3 (5 Wo.)CH | UK3 (2 Wo.)UK | US4 (3 Wo.)US | Erstveröffentlichung: 8. April 2022                      |
| 2022 | Entering Heaven Alive Third Man Records | DE4 (3 Wo.)DE | AT4 (2 Wo.)AT | CH3 (5 Wo.)CH | UK4 (1 Wo.)UK | US9 (1 Wo.)US | Erstveröffentlichung: 22. Juli 2022                      |
| 2024 | No Name Third Man Records               | DE20 (1 Wo.)DE | AT14 (1 Wo.)AT | CH7 (2 Wo.)CH | UK33 (1 Wo.)UK | US108 (2 Wo.)US | Erstveröffentlichung: 19. Juli 2024                      |

### Livealben
- 2012: Live at Third Man Records
- 2014: Live from Bonnaroo 2014
- 2016: Acoustic Tour 2015
- 2018: Live at Third Man Records – Nashville & Cass Corridor
- 2021: Live At The Masonic Temple

### Kompilationen
| Jahr | Titel Musiklabel                                           | Höchstplatzierung, Gesamtwochen, AuszeichnungChartplatzierungen (Jahr, Titel, Musiklabel, Platzierungen, Wochen, Auszeichnungen, Anmerkungen) | Höchstplatzierung, Gesamtwochen, AuszeichnungChartplatzierungen (Jahr, Titel, Musiklabel, Platzierungen, Wochen, Auszeichnungen, Anmerkungen) | Höchstplatzierung, Gesamtwochen, AuszeichnungChartplatzierungen (Jahr, Titel, Musiklabel, Platzierungen, Wochen, Auszeichnungen, Anmerkungen) | Höchstplatzierung, Gesamtwochen, AuszeichnungChartplatzierungen (Jahr, Titel, Musiklabel, Platzierungen, Wochen, Auszeichnungen, Anmerkungen) | Höchstplatzierung, Gesamtwochen, AuszeichnungChartplatzierungen (Jahr, Titel, Musiklabel, Platzierungen, Wochen, Auszeichnungen, Anmerkungen) | Anmerkungen                             |
| Jahr | Titel Musiklabel                                           | DE | AT | CH | UK | US | Anmerkungen                             |
| ---- | ---------------------------------------------------------- | --- | --- | --- | --- | --- | --------------------------------------- |
| 2016 | Jack White Acoustic Recordings 1998–2016 Third Man Records | DE11 (4 Wo.)DE | AT6 (6 Wo.)AT | CH11 (5 Wo.)CH | UK12 (3 Wo.)UK | US8 (3 Wo.)US | Erstveröffentlichung: 9. September 2016 |

### EPs
- 2012: iTunes Festival: 2012
- 2018: Kneeling at the Anthem D.C.

### Singles
| Jahr | Titel Album                                                       | Höchstplatzierung, Gesamtwochen, AuszeichnungChartplatzierungen (Jahr, Titel, Album, Platzierungen, Wochen, Auszeichnungen, Anmerkungen) | Höchstplatzierung, Gesamtwochen, AuszeichnungChartplatzierungen (Jahr, Titel, Album, Platzierungen, Wochen, Auszeichnungen, Anmerkungen) | Höchstplatzierung, Gesamtwochen, AuszeichnungChartplatzierungen (Jahr, Titel, Album, Platzierungen, Wochen, Auszeichnungen, Anmerkungen) | Höchstplatzierung, Gesamtwochen, AuszeichnungChartplatzierungen (Jahr, Titel, Album, Platzierungen, Wochen, Auszeichnungen, Anmerkungen) | Höchstplatzierung, Gesamtwochen, AuszeichnungChartplatzierungen (Jahr, Titel, Album, Platzierungen, Wochen, Auszeichnungen, Anmerkungen) | Anmerkungen                                                                   |
| Jahr | Titel Album                                                       | DE | AT | CH | UK | US | Anmerkungen                                                                   |
| --- | ----------------------------------------------------------------- | --- | --- | --- | --- | --- | ----------------------------------------------------------------------------- |
| 2008 | Another Way to Die James Bond 007: Ein Quantum Trost (Soundtrack) | DE8 (19 Wo.)DE | AT2 (21 Wo.)AT | CH4 (23 Wo.)CH | UK9 Silber · (14 Wo.)UK | US81 (2 Wo.)US | Erstveröffentlichung: 29. September 2008 mit Alicia Keys; Verkäufe: + 200.000 |
| Folgende Lieder erschienen nicht als Single, wurden aber durch das Album zum Download und Streaming bereitgestellt und konnten somit eine Platzierung erlangen: |                                                                   | | | | | |                                                                               |
| |                                                                   | | | | | |                                                                               |
| 2016 | Don’t Hurt Yourself Lemonade                                      | — | — | — | UK36 Silber · (2 Wo.)UK | US28 Platin · (2 Wo.)US | Charteinstieg: 5. Mai 2016 Beyonce feat. Jack White; Verkäufe: + 1.200.000    |

Weitere Singles
- 2004: Portland Oregon (mit Loretta Lynn)
- 2009: Fly Farm Blues
- 2011: Two Against One (DangerMouse & Daniele Luppi feat. Jack White)
- 2012: Love Interruption
- 2012: Sixteen Saltines
- 2012: Freedom at 21
- 2012: I’m Shakin
- 2014: High Ball Stepper
- 2014: Lazaretto
- 2014: Just One Drink
- 2014: Would You Fight for My Love?
- 2015: That Black Bat Licorice
- 2016: You Are the Sunshine of My Life (feat. The Muppets)
- 2017: Battle Cry
- 2018: Connected by Love
- 2018: Corporation
- 2018: Over and Over and Over
- 2018: Ice Station Zebra
- 2021: Taking Me Back
- 2022: Love Is Selfish
- 2022: Hi-De-Ho (feat. Q-Tip)
- 2022: What’s the Trick?
- 2022: A Tip From You to Me
- 2022: If I Die Tomorrow

## Auszeichnungen für Musikverkäufe
| Goldene Schallplatte - Australien - 2012: für das Album Blunderbuss - Kanada - 2014: für das Album Lazaretto 2× Goldene Schallplatte - Europa - 2014: für das Album Lazaretto | Platin-Schallplatte - Kanada - 2013: für das Album Blunderbuss |

Anmerkung: Auszeichnungen in Ländern aus den Charttabellen bzw. Chartboxen sind in ebendiesen zu finden.
| Land/RegionAuszeichnungen für Musikverkäufe (Land/Region, Auszeichnungen, Verkäufe, Quellen) | Silber     | Gold     | Platin     | Verkäufe  | Quellen         |
| -------------------------------------------------------------------------------------------- | ---------- | -------- | ---------- | --------- | --------------- |
| Australien (ARIA)                                                                            | —          | Gold1    | —          | 35.000    | aria.com.au     |
| Europa (IFPI)                                                                                | —          | 2× Gold2 | —          | (150.000) | impalamusic.org |
| Kanada (MC)                                                                                  | —          | Gold1    | Platin1    | 120.000   | musiccanada.com |
| Vereinigte Staaten (RIAA)                                                                    | —          | Gold1    | Platin1    | 1.500.000 | riaa.com        |
| Vereinigtes Königreich (BPI)                                                                 | 3× Silber3 | Gold1    | —          | 560.000   | bpi.co.uk       |
| Insgesamt                                                                                    | 3× Silber3 | 6× Gold6 | 2× Platin2 |           |                 |

## Filmografie
- 1987: Der Mörder mit dem Rosenkranz (als Ministrant)
- 2003: Mutant Swinger from Mars (als Mikey)
- 2003: Unterwegs nach Cold Mountain (Cold Mountain)
- 2003: Coffee and Cigarettes
- 2004: Under Blackpool Lights
- 2007: Walk Hard: Die Dewey Cox Story (Walk Hard: The Dewey Cox Story)
- 2008: Shine a Light
- 2008: It Might Get Loud
- 2009: Under Great White Northern Lights
- 2011: Elvira’s Movie Macabre (1 Folge; als Schlagzeuger)
- 2018: Jack White: Kneeling at the Anthem D. C. (Aufnahme des Konzerts am 30. Mai 2018 in Washington, D. C., exklusiv bei Amazon Prime Video)[21]
- 2023: Killers of the Flower Moon

## Preise und Auszeichnungen
Jack White erhielt unter anderem folgende Auszeichnungen:
- 2003
  - Grammy: Best Rock Song für „Seven Nation Army“,[22]
  - Grammy: Best Alternative Music Album für „Elephant“[22]
- 2004
  - Grammy: Best Country Collaboration With Vocals für „Portland Oregon“[22]
- 2005
  - Grammy: Best Alternative Music Album für „Get Behind Me Satan“[22]
- 2007
  - Grammy: Best Alternative Music Album für „Icky Thump“,[22]
  - Grammy: Best Rock Performance By A Duo or Group With Vocals für „Icky Thump“[22]
- 2008
  - Grammy: Best Engineered Album, Non Classical für „Consolers of the Lonely“[22]
- 2010
  - Grammy: Best Boxed or Special Limited Edition Package für “Under Great White Northern Lights (Limited Edition Box Set)”[22]
- 2015
  - Grammy: Best Rock Performance für „Lazaretto“